# Édouard Hannon
Pour les articles homonymes, voir Hannon.
Édouard Hannon, né à Ixelles en 1853 et mort à Saint-Gilles en 1931, est un photographe et ingénieur belge. 
Fils du médecin et botaniste Joseph-Désiré Hannon, il est le frère du poète Théodore Hannon et de la mycologue Mariette Rousseau (1850-1926).

## Biographie
Il est le dernier enfant de Joseph-Désiré Hannon (1822-1870), docteur en sciences naturelles et docteur en médecine, professeur à l'Université libre de Bruxelles. À la mort de ce dernier le 23 août 1870, Ernest Rousseau (1831-1908), professeur de physique à l'ULB, devient le tuteur d'Édouard et du reste de la fratrie : Marie-Sophie, dite Mariette (1850-1926), future mycologue et future épouse d'Ernest Rousseau, ainsi que Théodore, dit Théo (1851-1916), futur peintre et poète.
Édouard devient ingénieur civil de l’École polytechnique de Gand en 1875 puis il entre, en 1876, dans la société Solvay où il deviendra directeur technique (1883) puis l'un des gérants (1907-1922). En avril 1922, avec ses collègues Édouard Herzen et Léon Flamache, il organise le premier Conseil Solvay de Chimie Solvay.

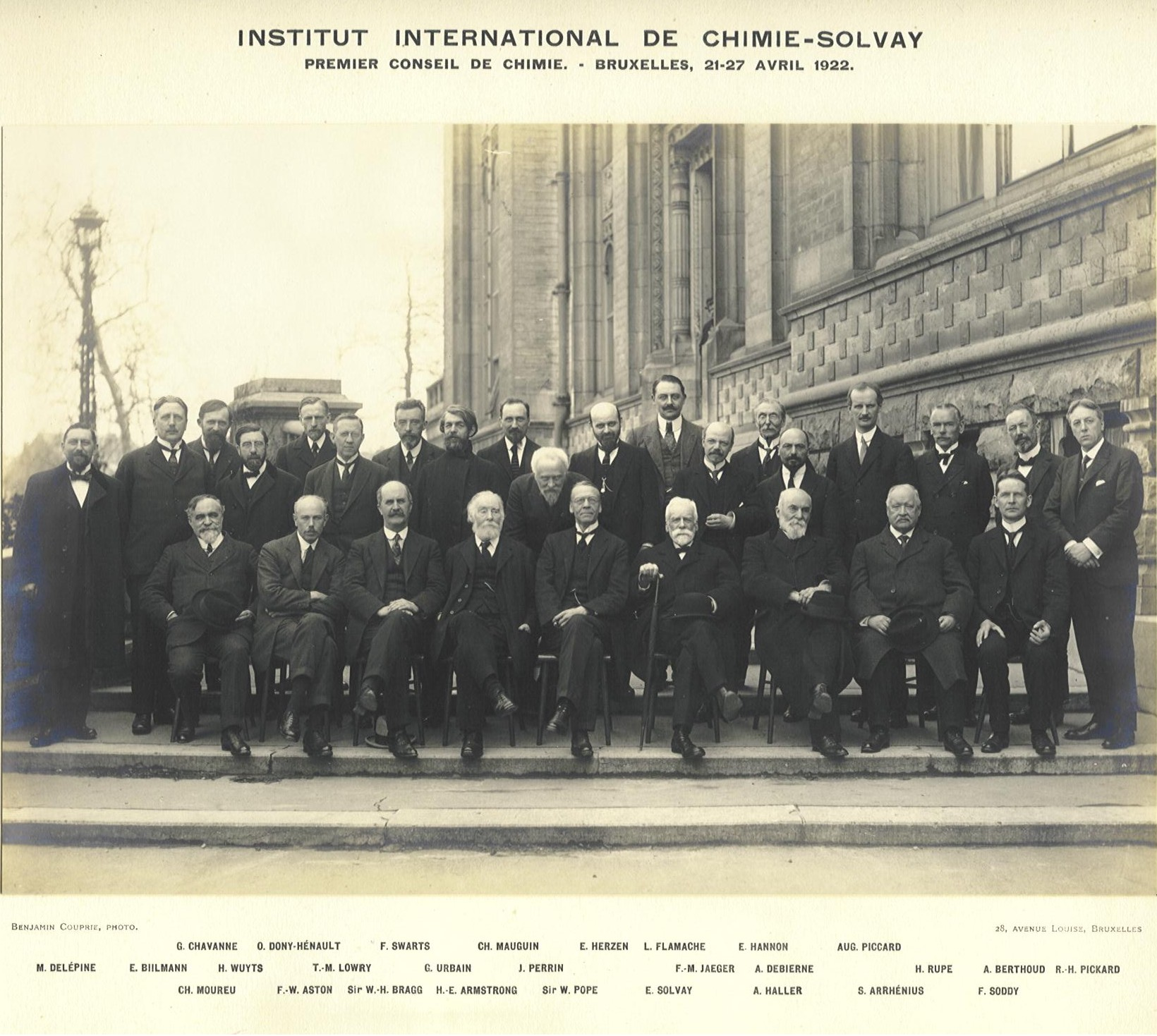
Photo du premier Conseil Solvay de Chimie (1922) où figure Édouard Hannon (à partir de la droite, le 6ème debout).

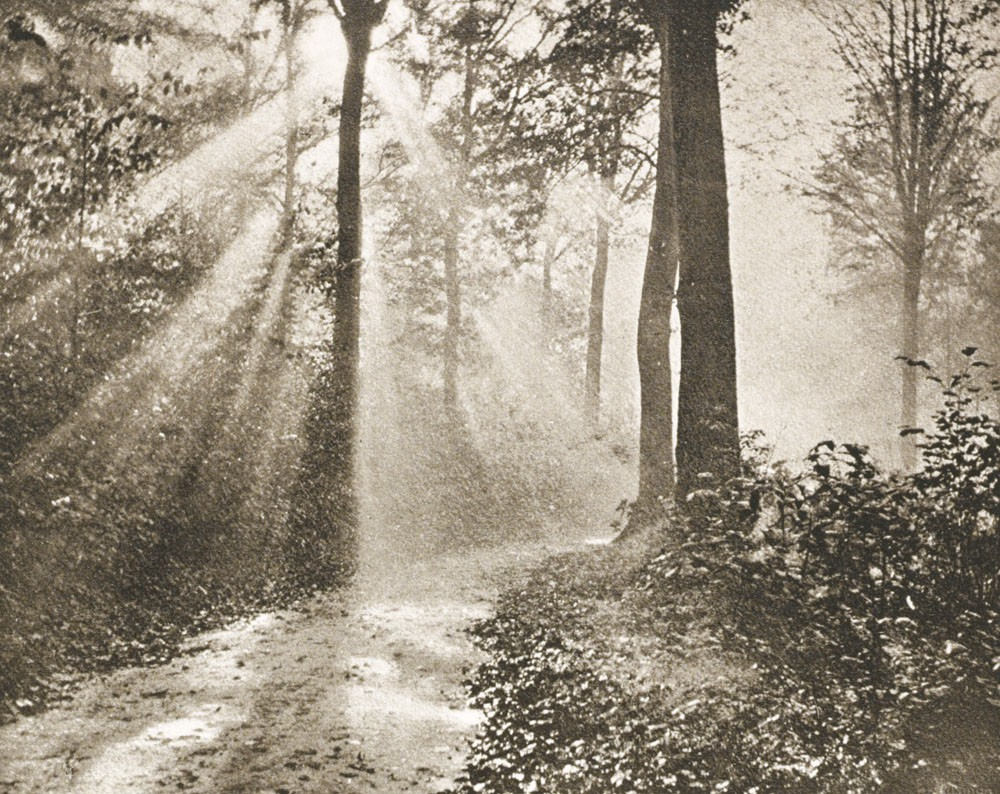
Matinée d'Automne (Édouard Hannon,1894).

Dans le cadre de ses déplacements professionnels, Édouard Hannon réalise de nombreuses photographies, témoins de la vie urbaine des classes défavorisées d'Espagne, d'Italie, des États-Unis et surtout de la Russie tsariste de la fin du XIXe siècle.
En tant que photographe amateur, par ses portraits et ses paysages, Édouard Hannon est un pionnier du pictorialisme en Belgique. En 1874, il est membre fondateur de l'Association belge de photographie. En 1894, il remporte la médaille d'or à la première exposition du Photo-club de Paris avec sa Matinée d'automne et participe à des salons internationaux comme Berlin (1896) et Bruxelles (1902).
Deux épreuves de sa photographie Matinée d'Automne (1894) sont conservées au musée d'Orsay.
Son nom est resté attaché à l'hôtel Hannon, ensemble architectural de l'Art nouveau qu'il fit construire et qui abrita, de 1988 à 2014, sa collection de photographies via l'Espace photographique Contretype.
Il meurt à Saint-Gilles (Bruxelles) en 1931.

### Sources
- Encyclopédie universalis : Hannon Édouard (1853-1931).
- Contretypes, Édouard Hannon
- Jean-Jacques Symoens et Henri J. Dumont (2012), « Une famille belge de la Belle Epoque : les Hannon et les Rousseau, leur activité et leur héritage scientifique... », in Les Naturalistes belges, n° 93, pp. 1-28. (lire en ligne)